# Edison Carneiro
Edison de Souza Carneiro (Salvador, 12 de agosto de 1912 — Rio de Janeiro, 2 de dezembro de 1972) foi um escritor brasileiro, especializado em temas afro-brasileiros. Foi um dos maiores etnólogos brasileiros, comprometido com os estudos sobre a cultura afro-brasileira. Foi militante do Partido Comunista Brasileiro (PCB) a partir da década de 1930.

## Obras
- Religiões Negras, Editora Civilização Brasileira, Rio de Janeiro, 1936, 1963;
- Negros Bantos, Editora Civilização Brasileira, Rio de Janeiro, 1937;
- O Quilombo dos Palmares, Editora Brasiliense, São Paulo, 1947, 1958;
- Castro Alves, 1947, 1958;
- Candomblés da Bahia, Editora do Museu do Estado da Bahia, Salvador, 1948;
- Antologia do Negro Brasileiro, Editora Globo, Porto Alegre, 1950;
- A Cidade do Salvador, 1954;
- A Conquista da Amazônia, 1956;
- A Sabedoria Popular, 1957;
- Insurreição Praiana, 1960;
- Samba de Umbigada, Ministério da Educação e Cultura, Rio de Janeiro, 1961.